# Mona Fandey
Nur Maznah binti Ismail (1er janvier 1956 – 2 novembre 2001), connue professionnellement sous le nom de Mona Fandey, est une chanteuse pop et meurtrière malaisienne. Elle est exécutée le 2 novembre 2001, à l'âge de 45 ans, après avoir été reconnue coupable du meurtre de Mazlan Idris, député de l'État de Batu Talam, en 1993.

## Jeunesse et carrière
Maznah commence à chanter et à danser très jeune. Adoptant son nom de scène Mona Fandey, elle sort son premier album intitulé Diana en 1987, avec son mari Mohamad Nor Affandi Abdul Rahman approuvant et finançant sa carrière, réservant plusieurs apparitions à la télévision, mais sa carrière ne décolle guère.
À la suite de son échec en tant que chanteuse, Affandi et elle se tournent vers la sorcellerie et, en devenant bomoh, Mona aurait attiré des clients de premier plan, notamment des politiciens de l'UMNO. Les chamanes malaisiens et les praticiens de la médecine traditionnelle, qui prétendent souvent servir d'intermédiaires pour les esprits et les dieux surnaturels, sont traditionnellement populaires auprès des riches et des célébrités, y compris des politiciens locaux cherchant à avoir un avantage sur leurs rivaux en période électorale. En fournissant des services à des clients fortunés, Mona peut financer un style de vie luxueux en séjournant dans des hôtels 5 étoiles et en possédant plusieurs voitures chères, ainsi qu'en achetant plusieurs demeures dans toute la Malaisie.
Mona laisse derrière elle une fille issue de son premier mariage, Mazdiana Affandi, ainsi que deux beaux-fils issus de son mariage avec Affandi.

## Meurtre de Dato Mazlan Idris
En 1993, le couple est approché par Mazlan Idris, un homme politique qui lorgne sur le poste de Menteri Besar de Pahang (en). Le couple accepte en promettant de donner à Idris un talisman composé d'un tongkat et d'un songkok (en) censé appartenir à Soekarno, le premier président indonésien, avec une offre de 2,5 millions de RM. En échange, Mazlan Idris accepte de payer 500 000 RM et de leur donner 10 titres fonciers en guise de garantie pour le reste,.
Mazlan Idris est porté disparu le 2 juillet 1993 après avoir retiré près de 300 000 RM de diverses banques de Kuala Lumpur et avoir ensuite rencontré Mona Fandey à Raub, Pahang (en). Peu de temps après, Fandey aurait fait du shopping à Kuala Lumpur où elle aurait acheté une nouvelle Mercedes-Benz ainsi qu'un nouveau téléphone portable, des bijoux en or, des canapés, des armoires de cuisine, une télévision et un magnétoscope. Tous les articles sont payés en espèces. Le 15 juillet 1993, elle se rend à l'hôpital Tung Shin pour subir une chirurgie plastique du visage, du front et du nez,.
Après avoir arrêté l'assistant du couple, Juraimi Hassan, le 13 juillet 1993 pour un délit de consommation de drogue sans rapport et l'avoir interrogé au poste de police de Dong, le 22 juillet 1993, le corps démembré et partiellement écorché d'Idris est découvert par la police royale malaisienne, enterré à six pieds de profondeur dans une fosse recouverte de ciment sur une propriété appartenant à Mazlan Idris à Pahang. Son corps a été démembré en 18 parties et enterré dans un trou dans le débarras d'une maison inachevée. La police trouve également sur place un autel et des statues de divinités, ainsi que des couteaux et une hache.
Le 2 août 1993, Mona Fandey, son mari Mohamad Nor Affandi Abdul Rahman et l'assistant du couple Juraimi Hassan sont inculpés du meurtre de Mazlan Idris et placés en détention provisoire.

## Allégations d'implication dans d'autres meurtres
À la suite du meurtre d'Idris, la police soupçonne également Mona Fandey d'être liée à d'autres crimes graves sans rapport, comme son implication dans la disparition de cinq femmes de ménage qui travaillaient pour elle à différents moments à la fin des années 1980.
En outre, les restes d'une famille de trois personnes (Tan Kim Ann, sa femme et leur fils de cinq mois), dont les corps démembrés et mutilés sont découverts enterrés dans deux sites différents du district de Kemaman au début d'août 1993, sont identifiés comme étant d'anciens disciples de Fandey qui ont également mystérieusement disparu quelques années plus tôt. Les journalistes présents sur les lieux du crime près de Kijal (en) repère Nor Affandi, le mari de Mona, emmené dans une voiture de police, et il est révélé plus tard qu'il est propriétaire des parcelles de terrain où les corps ont été découverts. Les autorités pensent que les victimes ont été offertes en sacrifice humain dans le cadre d'un rituel de sorcellerie, cependant la sœur de Tan déclare que sa femme est arrivée chez elle un jour dans un état agité sans son bébé en demandant à emprunter une grosse somme d'argent, ce qui, ajouté au fait que les restes des parents et du bébé ont été découverts à deux endroits distincts, soulève la possibilité que l'enfant ait été kidnappé contre rançon et que toute la famille ait été assassinée après que l'argent ait été remis pour empêcher que le crime ne soit signalé.
La police lie également le meurtre d'Irma Zhilan à Mona Fandey, disparue de Kelang au début de 1992, dont corps démembré est retrouvé dispersé dans trois endroits de Pandamaran peu après. En août 1993, la police déterre quatre récipients en verre contenant des organes humains dans le jardin arrière de la maison où les restes de Mazlan Idris ont été retrouvés, qui appartiendraient vraisemblablement à Zhilan. Plusieurs statues de divinités, comme la déesse hindoue Dourga à 10 bras, sont également récupérées dans le même sac en plastique contenant les récipients en verre.

## Enquête judiciaire préliminaire
Le 26 octobre 1993, les audiences préliminaires concernant le meurtre de Mazlan Idris commence. Dans ses déclarations liminaires, le chef de l'unité des enlèvements et des rançons du CID, Takbir Ahmad Nazir Ahmad, décrit comment le suspect Mohamad Nor Affandi Abdul Rahman a proposé de conduire les détectives jusqu'à la dépouille d'Idris alors qu'il était interrogé par la police le 22 juillet 1993. Affandi conduit ensuite les policiers jusqu'à une maison à Lata Jarum à Pahang, où, après avoir ordonné l'ouverture de la porte cadenassée d'un entrepôt, il indique ensuite une zone du sol en ciment pour que l'équipe puisse commencer à creuser. Une heure plus tard, des parties du corps sont découvertes à une profondeur d'environ cinq pieds, et une enquête ultérieure sur les dossiers dentaires prouvent que les restes sont ceux de Mazlan Idris.
L'inspecteur en chef Mahpop Jaafar déclare également que le suspect Juraimi Hassan a informé la police qu'un corps a été enterré dans la même maison à Raub et qu'il a dessiné un croquis de la maison sur lequel sont indiqués les emplacements indiquant où se trouve le corps et où Idris a en réalité été assassiné.
Le médecin légiste, le docteur Abdul Rahman Yusof, déclare avoir pratiqué une autopsie du corps de Mazlan Idris et affirme que le cou a été sectionné avec une arme tranchante, ce qui a provoqué la mort instantanée de la victime, à la suite d'une combinaison de perte de sang catastrophique et de l'arrêt immédiat des organes vitaux. Le docteur Rahman convient avec le procureur adjoint Suriyadi Halim Omar que le décès se situe entre le 2 et le 8 juillet de la même année.

## Procès pour meurtre
Le 12 septembre 1994, le procès du trio pour le meurtre qualifié de Mazlan Idris débute devant la Haute Cour de Temerloh (en), Pahang, devant un jury de sept personnes. Mona Fandey, Mohamad Nor Affandi Abdul Rahman et Juraimi Hassan plaident tous non coupables de cette accusation.

### Preuves à charge
En tant que preuves à charge, des employés de la Banque Bumiputera Malaysia et de la Banque Orientale de Kuala Lumpur confirment que Mazlan Idris a encaissé des chèques personnels d'une valeur totale de 289 000 RM dans trois succursales bancaires différentes le dernier jour où il a été vu vivant, et un membre d'Umno qui a assisté à une réunion au bureau d'Idris à Raub ce soir-là déclare que Nor Affandi était assis sur le siège passager de la voiture de Mazizn.
Le chirurgien plasticien, le docteur Wong Kang Shen, confirme qu'il a effectué des interventions esthétiques d'une valeur de 13 000 RM sur Mona Fandey au cours d'une opération de 5 heures le 15 juillet 1993. D'autres témoins confirment que Mona Fandey et Nor Affandi ont acheté des meubles d'une valeur de 11 900 RM et des appareils électriques d'une valeur de 4 769 RM les 8 et 9 juillet 1993 pour être livrés dans une maison à Subang Jaya, tandis que les vendeurs des magasins La Puteri Goldsmith et Far East Goldsmith du centre commercial Ampang Park (en) témoignent avoir vendu des bijoux d'une valeur supérieure à 27 000 RM à Fandey le 3 juillet 1993, le tout payé en espèces. Un avocat déclare également avoir rencontré Nor Affandi à l'hôtel Park Royal de Kuala Lumpur le 5 juillet 1993, où on lui a demandé d'authentifier des documents (apparemment signés par Mazlan Idris lui-même) donnant procuration à Nor Affandi sur cinq parcelles de terrain qu'il revendique avoir acheté à Mazlan.
Le docteur Abdul Rahman Yusof, qui a procédé à l'autopsie officielle, déclare que la tête de Mazlan Idris a été coupée par trois coups portés à la nuque, peut-être avec une hache. Il n'y a aucune blessure défensive sur le corps, qui, selon l'expert, se trouvait en position allongée au sol au moment des coups mortels. En plus du corps coupé en 18 parties différentes, presque tous les ongles des pieds ont été arrachés et les testicules de la victime manquent.

### Contestation de la recevabilité des déclarations
Le 23 octobre 1994, alors qu'il dépose pour sa propre défense, Juraimi Hassan conteste la recevabilité des déclarations qu'il a faites à la police alors qu'il était en état d'arrestation, affirmant avoir été battu et menacé de faire des aveux. Hassan accuse également la police de l'avoir incité à admettre sa culpabilité en promettant une réduction de peine en retournant les preuves de l'État contre son coaccusé. Cependant, le tribunal juge que Hassan aurait déposé une plainte le plus tôt s'il avait été battu, plutôt que d'attendre son procès plusieurs mois plus tard. Il n'y avait donc aucune preuve de mauvais traitements et sa déclaration pouvait donc être présentée comme preuve.
De même, alors qu'elle témoigne pour sa propre défense le 16 novembre 1994, Mona Fandey affirme avoir été maltraitée lors de son interrogatoire par des policiers au quartier général de la police de Bukit Aman en juillet 1993, alléguant que les policiers avaient appuyé sur ses points de suture à la suite d'une récente opération de chirurgie plastique pour lui faire mal. Alors que Fandey affirme qu'on lui donnait 3 feuilles de papier vierges par jour à signer pendant sa détention, le détective Takbir Ahmad Nazir Mohanmad affirme qu'elle a volontairement signé les 33 pages de sa déclaration après avoir fini de l'enregistrer. Après délibération, le tribunal juge qu'elle a également fait toutes ses déclarations volontairement et autorise leur admission comme preuve. Cependant, le juge Datuk Mokhtar ordonne que des sections de la déclaration concernant deux meurtres distincts commis à Selangor et Terengganu impliquant les trois accusés soient expurgées, car elles n'étaient pas pertinentes par rapport aux accusations pour lesquelles Mona était jugée et ne devaient donc pas être révélées au jury.

### Arguments de la défense
Le 23 novembre 1994, le juge Datuk Mokhtar Sidin déclare que l'accusation a établi des preuves prima facie contre les trois accusés et les appellent à présenter leur défense contre l'accusation de meurtre de Mazlan Idris.
À la barre, Juraimi Hassan reconnait avoir décapité Idris avec une hache vers 22 heures le 2 juillet 1993 dans la maison où le corps de la victime a été découvert. Hassan affirme qu'il a agit sous les ordres de Nor Affandi, qui lui a alors demandé de démembrer le corps et d'enterrer les restes. Selon Hassan, Idris est arrivé à la maison la nuit en question avec Mona Fandey et Nor Affandi pour assister à un rituel occulte. Enfilant un paréo, il s'est ensuite allongé dans une salle de bain éclairée aux chandelles, où Fandey a placé une orchidée sur son front et lui a dit de fermer les yeux et d'attendre une « voix mystérieuse » pour lui demander combien d'argent il voulait voir apparaître. Lorsqu'il s'est endormi, Nor Affandi a ordonné à Hassan de le tuer, puis le couple a pris une douche dans une autre salle de bain pour laver le sang.
Témoignant pour sa propre défense, Nor Affandi nie avoir planifié le meurtre de Mazlan Idris à l'avance ou avoir ordonné à Hassan de le tuer, et affirme que pendant que lui et Mona Fandey donnaient à Idris un bain de fleurs pour le purifier de la malchance, Hassan a fait irruption à l'improviste et lui a coupé la tête avec une hache. Lui et Fandey ont ensuite fui les lieux, terrorisés, selon Nor Affandi, et étaient dans un tel état de choc qu'ils n'ont pas pensé à informer la police de ce dont ils avaient été témoins. Lors du contre-interrogatoire, Nor Affandi admet que même s'il prétendait être trop traumatisé pour s'arrêter dans l'un des 10 commissariats de police qu'il a ensuite croisés sur le chemin de l'hôtel Plaza à Kuala Lumpur, il s'était suffisamment rétabli pour falsifier la signature de Idris sur des documents et tentative de transfert frauduleux de propriété du terrain de la victime lors d'un entretien avec un avocat le lendemain matin.
Mona Fandey refuse la possibilité de témoigner ou d'être contre-interrogée, mais elle lit une déclaration préparée sur le banc des accusés dans laquelle elle nie toute implication dans le meurtre de Mazlan Idris. Le procureur adjoint Zakaira Sam réfute ses arguments d'innocence en soulignant qu'elle n'a pas signalé le crime aux autorités et qu'elle s'est plutôt lancée dans une frénésie de shopping le lendemain.

### Déclarations finales
Dans un résumé d'une heure, le procureur adjoint Zakaria Sam affirme que Mona et Nor Affandi ont assassiné Idris pour son argent, soulignant comment ils se sont livrés à une virée shopping comprenant l'achat d'une Mercedes Benz pour 125 000 RM en espèces le lendemain de sa disparition. Les retraits effectués par Mazlan sont payés en billets de 1 000 RM, et les preuves montrent que Mona et Nor Affandi ont également payé leurs achats en billets de 1 000 RM. Le procureur Zakaria déclare que le meurtre de Mazlan Idris était prémédité, la victime ayant été attirée dans un endroit isolé pour ce qu'il croyait être un rituel de magie noire destiné à améliorer sa carrière politique lors des prochaines élections et alors qu'il était vulnérable, a été impitoyablement tué à la place.
Les avocats de la défense de Hassan demandent au tribunal de prendre en considération son jeune âge et son manque d'éducation comme circonstances atténuantes, tandis que les avocats de Mona et Nor Affandi refusent de présenter des observations après que le couple a informé le juge qu'il accepterait la décision du tribunal.
En résumant les arguments présentés au jury, le juge du procès déclare que même s'il n'y a aucune preuve directe contre l'accusé, il existe une preuve circonstancielle démontrant que tous trois sont impliqués dans le meurtre.

### Comportement de Mona Fandey lors de son procès
Tout au long du procès, Mona Fandey fait preuve d'un comportement excentrique, notamment en paraissant joyeuse, constamment souriante et en posant pour les photographes de presse. Elle s'habille de manière extravagante tous les jours avec des motifs lumineux et colorés sur sa robe, s'exclamant à un moment donné : « On dirait que j'ai beaucoup de fans ! ». Les observateurs remarquent ensuite que Mona a enfin reçu l'attention dont elle a rêvé toute sa vie, avec son comportement plus comparable à celui d'une célébrité arrivant à l'avant-première d'un film qu'à celui d'une accusée escortée au tribunal par des agents pénitentiaires.

## Verdict
Le 9 février 1995, Mona Fandey, son mari Mohamad Nor Affandi Abdul Rahman et l'assistant du couple, Juraimi Hassan, sont reconnus coupables des accusations portées contre eux et condamnés à mort par pendaison pour le meurtre de Mazlan Idris. S'adressant aux journalistes après le prononcé de la sentence, elle déclare : « Je suis heureuse de la décision et je remercie les Malaisiens », avant d'envoyer des baisers à une foule de passants. Les trois condamnés sont ensuite transportés vers le quartier des condamnés à mort de la prison de Kajang à Selangor en attendant leur exécution.

## Appels
Mona et les autres font appel auprès de la Cour fédérale et en 1999, la cour rejette leurs appels et confirme la peine de mort. Finalement, les trois condamnés cherchent à obtenir une grâce du Conseil des grâces de Malaisie, leur dernière chance de rédemption. Cependant, la commission leur refuse.
Selon les agents de la prison, elle est une détenue bien élevée qui lit le Coran et accomplit des prières islamiques cinq fois par jour. Mona et ses coaccusés reçoivent un dernier repas de Kentucky Fried Chicken la veille de leur exécution.

## Exécution
Aux petites heures du matin du 2 novembre 2001, Mona Fandey, Nor Affandy et Hassan Juraimi sont pendus à la prison de Kajang. Un responsable de la prison déclare que le trio n'a exprimé aucun remords lors de son exécution avant l'aube. Il est rapporté que lors de son exécution, Mona a prononcé les mots « aku takkan mati », signifiant « Je ne mourrai jamais », et qu'elle était calme et souriante.

## Héritage
Mona Fandey acquiert plus de notoriété que lorsqu'elle était encore chanteuse pop. Il y a une large couverture médiatique locale et même internationale et un grand intérêt du public. Des mouvements anti-peine de mort, dont Amnesty International, expriment leur opposition à l'exécution du trio.
En 2006, un film de Dain Iskandar Said intitulé Dukun est largement considéré comme étant basé sur Mona Fandey. La projection publique de ce film très attendu est constamment repoussée, probablement en raison d'inquiétudes liées au contenu du film, à la relation avec Mona Fandey et aux implications pour sa famille. Cependant, le film est divulgué en ligne via Facebook début février 2018 avant de sortir en salle le 5 avril.
Le crime est couvert dans un chapitre intitulé Pop Singer Witch Doctor dans le livre à succès Malaysian Murders & Mysteries écrit par les journalistes Martin Vengadesan et Andrew Sagayam.